# Erzählungen
Erzählungen (original Fiction, 2007/2009) ist eine Kurzgeschichte von Alice Munro, in der unter anderem beschrieben wird, wie eine Leserin mit dem Gelesenen in Dialog tritt. Das Zusammenspiel von Leben und Kunst wird auf eine Weise thematisiert, wie sie für Munro charakteristisch ist: mit einer komplexen Strukturierung, die zeitlich teilweise vage bleibt.

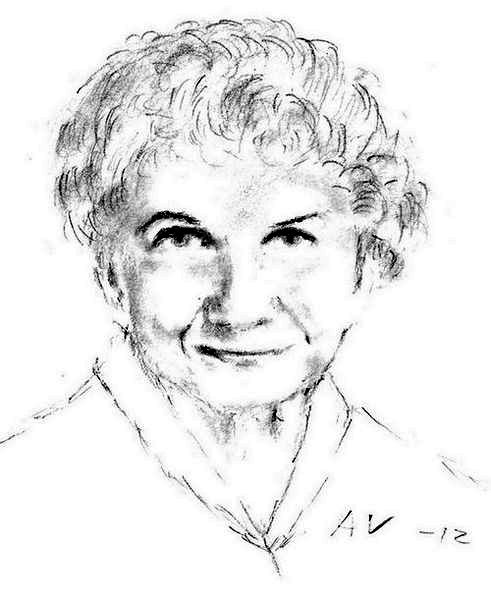
Alice Munro, Nobelpreis für Literatur 2013

## Handlung
Joyce ist zu Beginn der Story als Musiklehrerin tätig und erlebt im Laufe der Erzählung in ihrem Umfeld einige Partnerwechsel. Joyce selbst lebt in zweiter Ehe, als sie sich für eine junge Autorin zu interessieren beginnt, die bei der Party zum Fünfundsechzigsten ihres Mannes in Erscheinung tritt und die sie kurz danach auf einem Poster wiedererkennt. Auch in einer ihrer Kurzgeschichten glaubt Joyce von früher einiges wiederzuerkennen: „finding a version of herself presented in someone else's fiction“, heißt es in einer Rezension. Sie begibt sich daraufhin zu einer Signierstunde und erlebt etwas, von dem sie denkt – nachdem sie ihre Fassung wiedergefunden hat –, dass sie es eines Tages als seltsam-lustige Geschichte erzählen könnte.

## Interpretationen
Dieses Werk sei meisterhaft darin, die Sympathien des Lesers mal auf diese und mal auf jene Person zu lenken, meint James Grainger in seinem Review im September 2009. Nebenfiguren würden eingeführt, um die manipulativ veranlagte Hauptfigur damit zu schocken, dass jene nicht in ihren Rollenplan einzupassen seien. Diese Story sei vielleicht die beste der Sammlung. Grainger gibt den Titel der Story im Plural wieder. Auch Todd VanDerWerff hält Fiction für den Höhepunkt der Sammlung, einerseits auf technischer Ebene und andererseits, weil Munro jeden Satz mit denjenigen Emotionen zu füllen verstehe, die der Story innewohnen. In diesem Werk würden Techniken eingesetzt, die für die Autorin charakteristisch seien: Erinnerung als Katalysator, ein Erzählen, bei dem zwischen Vergangenheit und Gegenwart hin- und hergesprungen wird, Figuren, die für sich im Stillen Entdeckungen machen, die an ihrem Zentrum rütteln, und all dies werde thematisch an das nicht verwundene Ende einer Ehe geknüpft. Es werde aus mindestens vier Blickwinkeln erzählt, ohne jedoch die Perspektive der Hauptfigur zu verlassen. Fiction, meint die Literaturwissenschaftlerin Ailsa Cox, ist ein gutes Beispiel dafür, wie Munro mit Spannung zwischen Kontinuität und Unterbrechung arbeitet. Von der Struktur her sind beide Kapitel der Geschichte als eine Montage von elliptischen Passagen aufgebaut. Mit einem Tempuswechsel von der Vergangenheitsform ins Präsens verändert der zweite Teil das Tempo der Erzählung und bringt einen Ortswechsel. Das erste Drittel der Geschichte erscheint jetzt als Erinnerung und nicht mehr als Erfahrung, die noch andauert. Der Leser, so meint Cox, muss sich neben einer Reihe von weiteren erzählerischen Schocks auch in diesem Punkt neu orientieren, weil das, was im ersten Teil als Gegenwart erschienen ist, bereits beim Lesen vergangen gewesen zu sein scheint. Als der erste Ehemann zur Sprache kommt, wird er wie eine neue Figur eingeführt, als ob eine neue Geschichte begonnen hätte.

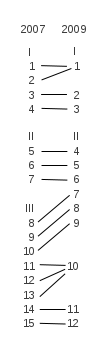
Alice Munro: "Fiction" (2007 / 2009), Versions-unterschiede nach Abschnitten

## Ausgaben und Versionen
Fiction wurde erstmals im August 2007 im Harper’s Magazine publiziert und ist später enthalten in Alice Munros dreizehnter Sammlung von Erzählungen, Too Much Happiness (2009), die auf Deutsch unter dem Titel Zu viel Glück (2011) erschienen ist. Die Story umfasst in Too Much Happiness in englischer Sprache eine Länge von etwa 30 Seiten.
In der Zeitschriftenversion von 2007 heißt die Kurzgeschichten-Autorin Margaret (Maggy) und nicht Christine (Christie) und die dritte Ehefrau von Joyce’ Ex-Mann nicht Christine, sondern Charlene. Statt der fünfzehn Abschnitte der ersten Fassung ist außerdem die zweite Version um drei Abschnittswechsel auf zwölf Abschnitte gestrafft und insgesamt kürzer. Die Zeitschriftenversion besteht aus drei Teilen, die Buchversion ist auf zwei Teile verknappt worden. Teil II beginnt mit dem zweiten Lebensabschnitt von Joyce und setzt bei der Party zum 65. Geburtstag ihres zweiten Ehemannes ein. Die Version von 2009 hat weniger Adjektive. Der Erzähler geht in dieser späteren Version mit Kommentaren sparsamer um und viele der Rückbezüge zur Situation des ersten Teils der Story sind in der späteren Version nicht mehr enthalten.

## Forschungsliteratur
- Ailsa Cox, „›Age could be her Ally‹: Late Style in Alice Munro's To Much Happiness“, in: Alice Munro, herausgegeben von Charles E. May, Salem Press, Ipswich, Massachusetts 2013, ISBN 978-1-4298-3722-4 (Hardcover), ISBN 978-1-4298-3770-5 (E-Book) Inhaltsverzeichnis, S. 276–290, darin zu Fiction S. 279–281.